# The Delfonics
The Delfonics fue un grupo vocal estadounidense de R&B/soul con base en Filadelfia muy populares entre finales de los años 60 y comienzos de los 70. Sus éxitos más destacables fueron "La-La (Means I Love You)", "Didn't I (Blow Your Mind This Time)", "Break Your Promise", "I'm Sorry" y "Ready or Not Here I Come (Can't Hide from Love)". Sus principales éxitos fueron escritos por el vocalista principal del grupo William "Poogie" Hart, y arreglados y producidos por Thom Bell. 
Sus canciones han formado parte de la banda sonora de numerosas películas como Jackie Brown, de Quentin Tarantino así como de videojuegos como Grand Theft Auto V.

## Historia

### Comienzos
Antes de la fundación de the Delfonics, William "Poogie" Hart cantó en numerosos grupos vocales como Little Hart and The Everglows, the Veltones, the Four Guys o the Four Gents. Algunos de sus compañeros en estas primeras bandas fueron compañeros de la escuela como Wilbert Hart, Ritchie Daniels, Randy Cain, Stan Lathan y Donald Cannon.
En torno a 1964, William "Poogie" Hart y su hermano Wilbert Hart, formaron un grupo llamado The Orphonics, junto con Randy Cain y Richie Daniels. Daniels fue sustituido durante temporalmente por Ricky Johnson, mientras cumplía su servicio militar.
En 1965, mientras William Hart trabajaba en una barbería de Filadelfia interpretó algunos temas para un cliente que lo puso en contacto con Thom Bell, un productor y arreglista del sello discográfico Cameo-Parkway Records que en ese momento estaba trabajando con Chubby Checker. La primera composición que Hart presentó a Bell fue "He Don't Really Love You". Bell inmediatamente la produjo y fue publicada bajo el sello Moon Shot Records.

### Éxito comercial
The Orphonics fueron renombrados "The Delfonics," y su primera grabación, "He Don't Really Love You" / "Without You", arreglada y producida por Thom Bell, fue publicada por Moon Shot Records en agosto de 1966. La segunda grabación de la banda fue "You've Been Untrue" / "I Was There," de nuevo arreglada y producida por Bell fue publicada en abril de 1967 ya con Cameo Records.
Hacia finales de 1967, Cameo-Parkway Records anunció su cierre debido a problemas financieros. En diciembre de este mismo año la banda grabó, todavía en los estudios de Cameo Recods, el tema "La-La (Means I Love You)", que fue publicado únicamente para el mercado local de Filadelfia por el recién creado sello Philly Groove Records, propiedad de Stan Watson. En 1968, tras ser distribuido a nivel nacional, el sencillo se convirtió en un éxito, llegando a recibir el disco de oro al vender más de un millón de copias y alcanzando el puesto número 4 en la lista Billboard Hot 100.
El álbum debut de la banda, La La Means I Love You, fue publicado por Philly Groove Records en 1968, incluyendo temas originales como "La-La (Means I Love You)", "Break Your Promise", "I'm Sorry" y "Can You Remember", así como versiones de los temas de Hal David/Burt Bacharach; "Alfie" y "The Look of Love".
Tras su debut, la banda publicó cuatro álbumes más producidos por Bell; The Sound of Sexy Soul, The Delfonics Super Hits, The Delfonics y Tell Me This Is a Dream. Algunos de los temas más populares de The Delfonics fueron galardonados con el  Premio Grammy; "Didn't I (Blow Your Mind This Time)", "(For The Love) I Gave To You", "Ready or Not Here I Come (Can't Hide from Love)" y "Hey Love". The Delfonics y Bell tuvieron que trabajar con un bajo presupuesto en la primera grabación, como explicó en una entrevista Thom: "Cuando los llevé al estudio, no teníamos dinero para pagar a los músicos de cuerda y una orquesta, así que yo mismo toqué la mayoría de los instrumentos", algo que contrasta con las producciones posteriores. "Didn't I (Blow Your Mind This Time)" publicado en marzo de 1970 se convirtió en su segundo disco de oro al superar el millón de copias vendidas.
En 1972, The Delfonics habían logrado que doce de sus temas entraran entre los 20 primeros puestos de la lista Billboards R&B/Soul Single Chart.
Randy Cain dejó el grupo en 1971 tras completar la grabación del cuarto álbum de la banda, en 1973 participó en la formación de Blue Magic. Cain fue reemplazado por Major Harris. Por estas fechas Thom Bell se hallaba ocupado produciendo para The Stylistics y The Spinners. The Delfonics publicaron en 1974, Alive & Kicking, producido por Stan Watson. Sin embargo, la ausencia de Bell, hizo que la carrera de the Delfonics comenzara a decaer, y salvo el sencillo "Hey Love" y algunos éxitos menores como "When You Get Right Down to It", "I Don't Want to Make You Wait" y "I Told You So", la banda apenas tuvo repercusión después de 1975.
A finales de 1974, Major Harris comenzó su carrera en solitario firmando contrato con Atlantic Records, publicando en 1975 "Love Won't Let Me Wait", que alcanzó el puesto número 5 de la lista Billboard Hot 100 chart y fue certificado disco de oro por la R.I.A.A. el 25 de junio de 1975.
El grupo original se separó en 1975 dando lugar a dos formaciones, Major Harris y Wilbert Hart, junto a un nuevo miembro, Frank Washington por una parte y William Hart con diferentes cantantes por otra. Las formaciones en estos años se vuelven confusas a medida en que los diferentes miembos cambian de grupo regularmente. Major Harris se unió al grupo de William Hart en torno a 1980 junto a Randy Cain. Frank Washington dejó la formación deWilbert Hart, en 1985 para unirse de William. Mientras que las grabaciones eran realizadas por William Hart, Major Harris y Frank Washington, los conciertos eran interpretados por dos tríos diferentes con el apoyo de miembros adicionales. Un grupo los formaban William Hart, Randy Cain y Garfield Fleming y otro estaba integrado por Frank Washington, Major Harris y Freddy Ingleton. William Hart también realizó conciertos formando trío con Johnny ("JJ") Johnson y Pat Palmer, y con Ingleton y Dr. Salaam Love. En 1989, Wilbert Hart, Major Harris y Frank Washington participaron en el The Arsenio Hall Show.
Durante los años 90, diferentes formaciones de the Delfonics continuaron ofreciendo conciertos. La formación integrada por William Hart, Major Harris y Frank Washington publicaron numerosas grabaciones y realizaron coros para el tema "After the Smoke is Clear", publicado en el álbum de 1996, Ironman de Ghostface Killah.
Ambas formaciones continuaron girando durante años. Randy Cain se reunió con los hermanos Harts en 2006 para una actuación, la primera juntos en décadas, para la gala de la Rhythm and Blues Foundation en Filadelfia donde recibieron un Pioneer Award. Cain actuó junto a William Hart hasta su fallecimiento en 2009. William Hart, junto con Russell Thompkins Jr., vocalista principal de The Stylistics y Ted Mills vocalista de Blue Magic publicaron en 2007 el álbum, The Three Tenors of Soul, producido por Bobby Eli. 
Major Harris falleció el 9 de noviembre de 2012, a los 65 años de edad. En 2020, William Hart y Wilbert Hart celebraron su 55 aniversario en la industria musical. William "Poogie" Hart falleció el 14 de julio de 2022 a los 77 años de edad.

## Legado
Las canciones de The Delfonics han sido versionadas y sampleadas por multitud de artistas, así como usadas en numerosas películas y programas de televisión.
"La-La (Means I Love You)"
- Ha sido versionada por Booker T. & the M.G.'s en 1968 para su álbum Soul Limbo, The Jackson 5 en 1970 para el álbum, ABC, Todd Rundgren en 1973 para el álbum, A Wizard, a True Star. Samantha Sang realizó una versión para su álbum de 1978, Emotion. The Jets grabaron su versión del tema en 1985. El grupo Swing Out Sister publicaron una versión del tema en su álbum de 1994 The Living Return. The Manhattan Transfer en 1995 para el álbum Tonin' y Prince para su álbum de 1996, Emancipation, retitulada "La, La, La Means 👁 Love U". En 2004, el rapero Ghostface Killah sampled sampleó "La-La" en su canción "Holla" del álbum The Pretty Toney Album.

- En 1994, formó parte de la banda sonora de la película de Spike Lee, Crooklyn.

- El 4 de febrero de 2000, la canción apareció en el quinto capítulo de la primera temporada de la serie Malcolm in the Middle.

- Nicolas Cage cantó la canción para Téa Leoni en la película de 2000, The Family Man.[19]

- El 23 de abril de 2006, la canción fue usada en el episodio "Luxury Lounge" de la sexta temporada de la serie de televisión The Sopranos.[20]

- El 15 de febrero de 2017, The Roots interpretaron la canción en el programa de televisión The Tonight Show Starring Jimmy Fallon.[21]

"Didn't I (Blow Your Mind This Time)"
- Tema versionado por Aretha Franklin para el álbum Young, Gifted and Black de 1971). Jackie Jackson para su álbum homónimo de 1973, Maxine Nightingale en 1977 para el álbum Night Life, Millie Jackson en 1980, cuya versión alcanzó el puesto 49 en la lista Billboard Hot R&B/Hip-Hop Songs,[22] New Kids on the Block para su álbum homónimo de 1986 y Regina Belle para su álbum de 1995, Reachin' Back. Lisa Fischer hizo una versión en 2000 y Patti LaBelle en 2005 para su álbum, Classic Moments.

- En 1997 formó parte de la banda sonora de la película de Quentin Tarantino, Jackie Brown.

- En, 2011, Daryl Hall y Todd Rundgren realizaron una versión del tema en el episodio 40 de Live from Daryl's House.

- Aparece en el episodio "Heads Will Roll", de la serie de televisión Ballers[23][24] y en un episodio de la primera temporada de la serie Euphoria.

"Ready or Not Here I Come (Can't Hide from Love)"
- The Jackson 5 publicaron una versión del tema en 1970 en el álbum Third Album.
- En 1973, Johnny Osbourne grabó una versión Reggae que fue sampleada en 1998 por Big Pun para el tema "Caribbean Connection" junto a Wyclef Jean.
- En 1996, The Fugees usaron el estribillo en su canción "Ready Or Not".
- En 1997, fue sampleada por Missy Elliott para la canción "Sock It 2 Me" junto a Da Brat.
- En 2000, fue usada como sampler para el tema "Who Run It" por Three 6 Mafia incluido en el álbum When the Smoke Clears: Sixty 6, Sixty 1.
- En 2008, fue utilizada como sampler por Bliss n Eso en su canción "The Sea is Rising".
- En 2014, fue sampleada por Lil' Kim para el estribillo de la canción "Whenever You See Me".
- En 2016, fue versionada por Laura Mvula.

"Hey! Love"
- The Notorious B.I.G. uso parte de la canción "Hey! Love" en el tema "Playa Hater" para su álbum de 1997 Life After Death. "Playa Hater" fue posteriormente usada en la película de 2012 End of Watch,[25] y en el episodio "Alligator Man", de la segunda temporada de la serie de televisión Atlanta.[26]

## Discografía

### Álbumes de estudio
| 1968 | La La Means I Love You               | 100 | 15 | Philly Groove |  |  |  |  |  |  |  |  |  |  |
| 1969 | Sound of Sexy Soul                   | 155 | 8  | Philly Groove |  |  |  |  |  |  |  |  |  |  |
| 1970 | The Delfonics                        | 61  | 4  | Philly Groove |  |  |  |  |  |  |  |  |  |  |
| 1972 | Tell Me This Is a Dream              | 123 | 15 | Philly Groove |  |  |  |  |  |  |  |  |  |  |
| 1974 | Alive & Kicking                      | 205 | 34 | Philly Groove |  |  |  |  |  |  |  |  |  |  |
| 1981 | Return                               | —   | —  | Poogie        |  |  |  |  |  |  |  |  |  |  |
| 1999 | Forever New                          | —   | —  | Volt          |  |  |  |  |  |  |  |  |  |  |
| 2005 | Fonic Zone                           | —   | —  | Universal     |  |  |  |  |  |  |  |  |  |  |
| 2013 | Adrian Younge Presents the Delfonics | —   | 72 | Wax Poetics   |  |  |  |  |  |  |  |  |  |  |
|      |                                      |     |    |               |  |  |  |  |  |  |  |  |  |  |

### Recopilatorios
| 1969 | Super Hits                                        | 111 | 7 | Philly Groove |  |  |  |  |  |  |  |  |  |  |
| 1990 | Golden Classics                                   | —   | — | Collectables  |  |  |  |  |  |  |  |  |  |  |
| 1997 | La-La Means I Love You: The Definitive Collection | —   | — | Arista        |  |  |  |  |  |  |  |  |  |  |
| 2002 | The Very Best of the Delfonics                    | —   | — | Audiophile    |  |  |  |  |  |  |  |  |  |  |
| 2003 | Platinum & Gold Collection                        | —   | — | Arista        |  |  |  |  |  |  |  |  |  |  |
| 2005 | Love Songs                                        | —   | — | Legacy        |  |  |  |  |  |  |  |  |  |  |
|      |                                                   |     |   |               |  |  |  |  |  |  |  |  |  |  |